# Platýs limanda
Limanda obecná (Limanda limanda nebo Pleuronectes limanda), česky jinak platýs limanda a lidově též citrónový jazyk nebo falešný mořský jazyk je druh původní evropské mořské ryby ze skupiny platýsů. Je to ryba jedlá a poměrně častá v pobřežních vodách severní Evropy někdy se zaměňuje s mořským jazykem, který ale žije v teplejších mořích.

## Výskyt
Vyskytuje se v evropských vodách jmenovitě v Atlantského oceánu, Bílého a Severního moře.

## Popis
Má nesouměrné diskové tělo velikosti dospělce 30 až 40 cm. Jako ostatní platýsi plave jednou stranou k mořskému dnu, v tomto případě stranou levou. Levé oko je přemístěno na svrchní (pravou) stranu hlavu ryby. Má malá ústa a drobné šupiny. Svrchní (pravá) strana těla má barvu od žluté po okrovou nebo světle hnědou, v závislosti na barvě mořského dna. Spodní strana, tzv. slepá strana, bývá bílá.

## Potrava
Larvy se živí planktonem a larvami hmyzu, dospělí jedinci se živí plži a mlži s měkkými ulitami, červy, drobnými korýši a malými rybami.